# Goossensia
Goossensia é um gênero de fungo pertencente à família Cantharellaceae.

## Espécies
|            | Craterellus                              |
|            |                                          |
|            | Cantharellus                             |
|            |                                          |
|            | Pseudocraterellus                        |
|            |                                          |
|            | Pterygellus                              |
|            |                                          |
|            | Parastereopsis                           |
|            |                                          |
| Goossensia | \| \| Goossensia cibarioides \| \| \| \| |
|            | \| \| Goossensia cibarioides \| \| \| \| |
|            | Goossensia cibarioides                   |
|            |                                          |

|  | Goossensia cibarioides |
|  |                        |